# Grand Prix Fred Mengoni
Le Grand Prix Fred Mengoni est une course cycliste italienne disputée à Castelfidardo, dans les Marches. Créée en 2001, il fait partie de l'UCI Europe Tour en 2005 et 2006 en catégorie 1.1, puis en 2008 en catégorie 1.2. 
En 2007 et 2008, il devient le G.P Industria, Commercio e Artigianato di Castelfidardo. Avec le Trophée de la ville de Castelfidardo, il forme les Due Giorni Marchigiana, qui décerne une récompense au meilleur coureur des deux courses.
Il n'est plus organisé depuis 2008.

## Palmarès
| Année | Vainqueur         | Deuxième            | Troisième         |
| ----- | ----------------- | ------------------- | ----------------- |
| 2001  | Fabio Bulgarelli  | Dimitri Gainitdinov | Branko Filip      |
| 2002  | Danilo Di Luca    | Bo Hamburger        | Sylwester Szmyd   |
| 2003  | Alessio Galletti  | Bo Hamburger        | Fortunato Baliani |
| 2004  | Damiano Cunego    | Daniele Nardello    | Cristian Moreni   |
| 2005  | Luca Mazzanti     | Francesco Failli    | Lorenzo Bernucci  |
| 2006  | Andrea Tonti      | Rinaldo Nocentini   | Santo Anzà        |
| 2007  | Matteo Scaroni    | Davide Bonnucelli   | Antonino Puccio   |
| 2008  | Alexey Tsatevitch | Paolo Tomaselli     | Maciej Paterski   |